# 王攄
王攄（1635年—1699年），字虹友，號汲園，直隸太倉州（今江蘇太倉市）人。
出身太原王氏，累世簪缨。曾祖王锡爵是万历首辅。父王時敏以荫官至太常寺少卿。王揆、王撰、王抃之弟。王掞之兄。生于明崇祯八年元月一日，少时從陈瑚學習。會寫文章，尤工於詩，与黄与坚等稱太倉十子。顺治十一年（1654年）赴江南乡试，屡考不第。康熙三十七年患咯血之症，抱病北上，康熙三十八年五月抵家，冬至之夜病故。

## 人物评价
王士禛說：“虹友才尤高，余嘗序其《金陵集》。”沈德潛說：“太原王氏昆季多才，不啻過江王、謝”。

## 著作
著有《蘆中集》10集，《金陵集》，《積薪集》。